# Догон (стратегія ставок)
Догон — стратегія ставок, при якій розмір кожної наступної ставки залежить від результату, досягнутого попередніми. Основна мета — повернення програних коштів і отримання деякого прибутку. Окремим випадком даної стратегії є стратегія мартінгейл.
Для визначення другої і наступних ставок при догоні, за умови, що всі попередні ставки було програно, використовується наступна формула:
{\displaystyle s_{n}={\frac {\left(x+\sum _{i=1}^{n-1}s_{i}\right)}{\left(k-1\right)}}}
де S — ставка, X — величина бажаного чистого виграшу, якщо ставка буде успішною, K — коефіцієнт виграшу по відношенню до ставки
Приклад. В даному випадку робиться ставка Проти Lay результату з коефіцієнтом 2,7:
1. + 4 — 6,8
2. + (4 * 2 + 6,8) — 25,16
3. + (4 * 3 + 6,8 + 25,16) — 74,7
4. + (4 * 4 + 6,8 + 25,16 + 74,7) — 208,6

При такій системі прибуток досягається від кожної ставки.
Дана стратегія не гарантує прибуток, а, навпаки, вимагає наявності значного банку і, через свою невизначеність може принести великі збитки. Невідомо, скільки операцій слід зробити, щоб наступна ставка зіграла. Зазвичай, казино і букмекери обмежують максимальну ставку, і гравець, при тривалій серії програних ставок, не зможе зробити ставку, щоб покрити збиток попередніх, навіть маючи достатній банк. Деякі гравці мають хибну думку, що причиною такого обмеження є протидія стратегії догону, натомість, ця стратегія сама по собі не завдає шкоди казино й букмекерів, а обмеження вводяться лише для зменшення ризиків раптових коливань доходів в разі великого виграшу на високу ставку поза всякої залежності від стратегій.